# Tsukasa Hojo
Tsukasa Hojo (北条司, Hōjō Tsukasa) ; Kokura, 5 maart 1959) is een Japanse mangaka. Hij studeerde technisch tekenen aan de Kyushu Sangyo Universiteit, waar hij voor het eerst begon met manga te tekenen. Hij produceerde verscheidene one-shots alvorens zijn eerste reeksen uit te brengen: Cat's Eye, City Hunter en Angel Heart. Na het succes van Cat's Eye en City Hunter begon hij aan Family Compo.
Hojo is de mentor van Takehiko Inoue. Inoue werkte als diens assistent tijdens het tekenen van City Hunter. Hojo is ook bevriend met Tetsuo Hara, bekend voor zijn Hokuto no Ken (Fist of the North Star).
Met zijn eerste werk Space Angel won hij de 18de Tezuka Prijs van het blad Shonen Jump. Ook was hij eregast op de Franse animeconventie Japan Expo in juli 2010.

## Werken
- Space Angel (1979)
- Ore wa Otoko da! (おれは男だ!) (1980)
- Cat's Eye (キャッツアイ) (1981-1985)
- City Hunter (シティーハンター) (1985-1991)
- Splash! (1987-1988)
- Tenshi no Okurimono (天使の贈りもの) (1988)
- Sakura no Hanasaki Kukoro (桜の花咲くころ) (1993)
- Komorebi no Moto de... (こもれ陽の下で...) (1993-1994)
- Rash!! (1994-1995)
- Shonentachi no ita Natsu (少年たちのいた夏) (1996)
- F.Compo (F COMPO ファミリー・コンポ) (1996-2000)
- Parrot (パロット) (2000)
- Angel Heart (エンジェル・ハート) (2001 - lopende)